# Blanca Rengifo
Blanca Rengifo Pérez (19 de enero de 1923-1988) fue una religiosa chilena, abogada defensora de los derechos humanos y activista política. Desde joven se vio influenciada por los movimientos sociales y políticos de su tiempo, incluyendo la Guerra Civil Española y la Segunda Guerra Mundial.

## Trayectoria
En 1942, ingresó a la Congregación del Amor Misericordioso, donde comenzó su camino como religiosa. Durante los años 50 y 60, Chile experimentó una urbanización acelerada y crecientes desigualdades económicas. En 1972, se trasladó al campamento Puro Chile, que dio origen a la población El Montijo en Santiago de Chile.
Catalogada como la "Monja Revolucionaria", Rengifo fue miembro del Movimiento de Izquierda Revolucionaria (MIR) y cofundadora del Comité de Defensa de los Derechos Humanos (CODEPU) en 1980. Su labor incluyó la defensa de presos políticos y la coordinación de organizaciones populares para luchar contra la tiranía. Esta organización fue  clave en la defensa de los derechos humanos en Chile.

## Legado
El legado de Blanca Rengifo Pérez perdura a través de su trabajo con CODEPU y su influencia en la defensa de los derechos humanos en Chile. Su vida y acciones han sido documentadas en diversas fuentes, incluyendo tesis académicas y artículos periodísticos.